# Коюк (Аляска)
Коюк (англ. Koyuk, інупік:Quyuk) — місто (англ. city) в США, у зоні перепису населення Ноум штату Аляска. Населення — 312 особи (2020).

## Географія
Розташоване на північному березі річки Коюкі, у місці її впадіння в затоку Нортон.
Коюк розташований за координатами 64°56′23″ пн. ш. 161°9′5″ зх. д. / 64.93972° пн. ш. 161.15139° зх. д. (64.939607, -161.151272). За даними Бюро перепису населення США в 2010 році місто мало площу 12,35 км², уся площа — суходіл. В 2017 році площа становила 13,21 км², уся площа — суходіл.

## Демографія

### Перепис 2010
Згідно з переписом 2010 року, у місті мешкали 332 особи в 89 домогосподарствах у складі 63 родин. Густота населення становила 27 осіб/км². Було 99 помешкань (8/км²).
Расовий склад населення:
| - 88,9 % — корінних американців - 3,6 % — білих - 0,3 % — азіатів |

До двох чи більше рас належало 7,2 %. Частка іспаномовних становила 0,0 % від усіх жителів.
За віковим діапазоном населення розподілялося таким чином: 43,4 % — особи молодші 18 років, 51,5 % — особи у віці 18—64 років, 5,1 % — особи у віці 65 років та старші. Медіана віку мешканця становила 21,4 року. На 100 осіб жіночої статі у місті припадало 122,8 чоловіків; на 100 жінок у віці від 18 років та старших — 126,5 чоловіків також старших 18 років.
Середній дохід на одне домашнє господарство становив 38 178 доларів США (медіана — 33 182), а середній дохід на одну сім'ю — 34 753 долари (медіана — 32 727). Медіана доходів становила 28 750 доларів для чоловіків та 50 750 доларів для жінок. За межею бідності перебувало 48,9 % осіб, у тому числі 61,1 % дітей у віці до 18 років та 10,0 % осіб у віці 65 років та старших.
Цивільне працевлаштоване населення становило 67 осіб. Основні галузі зайнятості: освіта, охорона здоров'я та соціальна допомога — 37,3 %, роздрібна торгівля — 23,9 %, публічна адміністрація — 17,9 %.

### Перепис 2000
За даними перепису 2000 року населення міста становило 297 осіб. Расовий склад: корінні американці — 91,92 %; білі — 4,71 %; азіати — 0,67 %; представники двох і більше рас — 2,69 %. частка осіб у віці молодше 18 років — 41,8 %; осіб старше 65 років — 3,0 %. Середній вік населення — 25 років. На кожні 100 жінок припадає 121,6 чоловіків; на кожні 100 жінок у віці старше 18 років — 127,6 чоловіків.
З 80 домашніх господарств в 53,8 % — виховували дітей віком до 18 років, 35,0 % представляли собою подружні пари, які спільно проживають, 18,8 % — жінки без чоловіків, 26,3 % не мали родини. 21,3 % від загальної кількості господарств на момент перепису жили самостійно, при цьому 2,5 % склали самотні літні люди у віці 65 років та старше. В середньому домашнє господарство ведуть 3,71 особи, а середній розмір родини — 4,31 особи.
Середній дохід на спільне господарство — $30 417; середній дохід на сім'ю — $20 625.